# Nymphargus laurae
Nymphargus laurae es una especie de anfibio anuro de la familia Centrolenidae.

## Distribución geográfica
Esta especie es endémica de la provincia de Orellana en Ecuador. Habita a una altitud de 500 m en el lado este del volcán Sumaco en la Cordillera Oriental.

## Descripción
El holotipo masculino mide 19.9 mm.

## Etimología
Esta especie lleva el nombre en honor a Laura Heredia, la abuela de Diego Francisco Cisneros-Heredia.

## Publicación original
- Cisneros-Heredia & McDiarmid, 2007 : Revision of the characters of Centrolenidae (Amphibia: Anura: Athesphatanura), with comments on its taxonomy and the description of new taxa of glassfrogs. Zootaxa, n.º 1572, p. 1-82[5]